# Chopyeong-myeon
Chopyeong-myeon (koreanska: 초평면)  är en socken i den centrala delen av Sydkorea, 95 km söder om huvudstaden Seoul. Den ligger i landskommunen Jincheon-gun i provinsen Norra Chungcheong.